# Google Sync
O Google Sync é um serviço de sincronização de arquivos do Google que fornece sincronização sem fio do Gmail, Contatos do Google e Google Agenda com aplicativos de e-mail, agenda e catálogo de endereços de dispositivos móveis e do PC. Ele usou o Microsoft® Exchange ActiveSync® para permitir que os usuários do serviço sincronizassem seus e-mails, contatos e calendários do Google Apps com seus dispositivos móveis, onde os usuários também podem configurar ou personalizar os alertas para mensagens recebidas e reuniões futuras. O Google Sync funcionou com PC, Mac, Linux, Android, BlackBerry, Symbian S60, iPhone, iPad, Windows Mobile e outros dispositivos. O Google Sync foi anunciado em fevereiro de 2009 e descontinuado para usuários não empresariais em dezembro de 2012.